# Pico Jano
Il  Pico Jano è una montagna della Spagna alta 1.446 m s.l.m..

## Caratteristiche

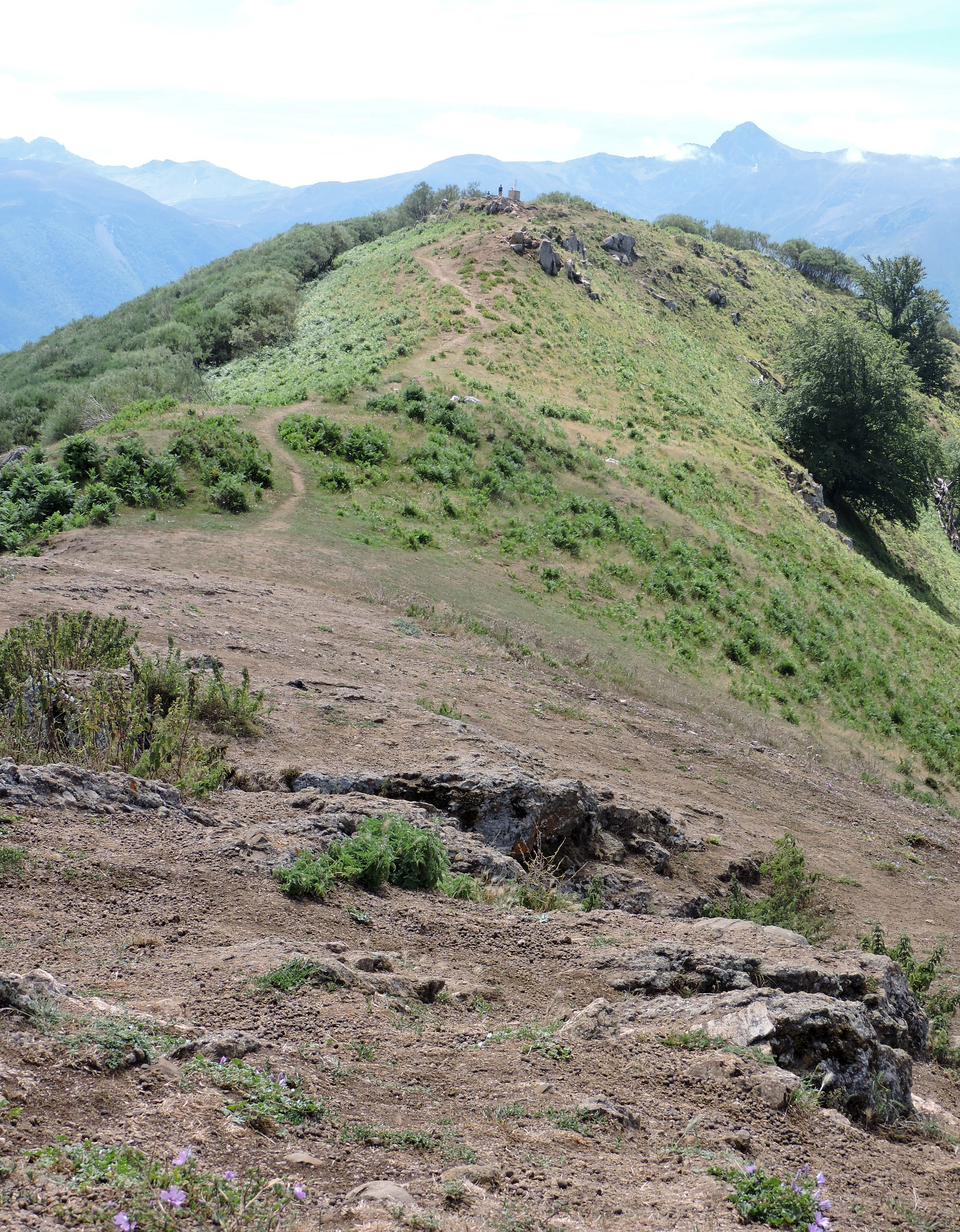
La montagna vista da nord-est

La montagna è collocata sulla catena divisoria tra le vallate del Deva e del Quiviesa. Situata tra le municipalità di Camaleño e quella di Vega de Liébana, entrambe nella Comarca Liébana, sulla cima si trova un punto geodetico materializzato da un pilastrino la cui base ha una quota di  1446 m s.l.m.. Non va confuso con un secondo Pico Jano che si trova nei pressi di Bárcena de Pie de Concha ed è alto 1289.7 m s.l.m..

## Accesso alla cima
Un facile e ben segnalato itinerario escursionistico per raggiungere il Pico Jano parte da Dobarganes, una frazione del comune di Vega de Liébana. Il percorso è ei circa 4 km. La cima della montagna può anche essere raggiunta in mountain bike. Il Pico Jano è un ottimo punto panoramico, con una bella vista in particolare sui Picos de Europa.